# Brachymenium longidens
Brachymenium longidens là một loài rêu trong họ Bryaceae. Loài này được Renauld & Cardot mô tả khoa học đầu tiên năm 1905.